# Heliconius numismaticus
Heliconius numismaticus är en fjärilsart som beskrevs av Gustav Weymer 1893. Heliconius numismaticus ingår i släktet Heliconius och familjen praktfjärilar. Inga underarter finns listade i Catalogue of Life.